# Consumed (band)
Consumed is een Engelse punkband opgericht in 1994 in Nottingham. De band bestond in het begin uit de broers Steve en Mike Ford (tekst, zang en gitaar) en drummer Chris Billam. Ze hadden een contract getekend bij het grote Amerikaanse punklabel Fat Wreck Chords. Later ging de band naar het punklabel BYO Records en vlak voor de uitgave van het laatste studioalbum Pistols at Dawn naar Golf Records. De band heeft getoerd door het Verenigd Koninkrijk, Europa, Scandinavië, de VS en Canada en speelde vaak op skatepunkfestivals in de jaren 90.

## Bandleden
- Steve Ford - gitaar, zang (1994-heden)
- Mike Ford - gitaar, zang (1994-heden)
- Wes Wasley - basgitaar zang (2000-heden)
- Chris Billam - drums (1994-heden)

Voormalige leden
- Baz Barrett - basgitaar (1996-2000)
- Steve Watson - basgitaar (1994-1996)
- Luke Moss - basgitaar (2003)
- Jay Chapman - basgitaar (1994)
- Will Burchell - gitaar, zang (2003)

## Discografie
| Studioalbums - Hit for Six (studioalbum, 1999, Fat Wreck Chords) - Pistols at Dawn (studioalbum, 2002, Golf Records/BYO Records) | Ep's - Breakfast at Pappa's (ep, 1998, Fat Wreck Chords) - A Decade of No (ep, 2018, Umlaut Records) |